# Odynerus elleri
Odynerus elleri är en stekelart som beskrevs av Giordani Soika. Odynerus elleri ingår i släktet lergetingar, och familjen Eumenidae. Inga underarter finns listade i Catalogue of Life.